# Daphnia longispina
Daphnia longispina är en kräftdjursart som först beskrevs av O. F. Mueller 1785.  Daphnia longispina ingår i släktet Daphnia och familjen Daphniidae. Arten är reproducerande i Sverige. Inga underarter finns listade i Catalogue of Life.

## Bildgalleri

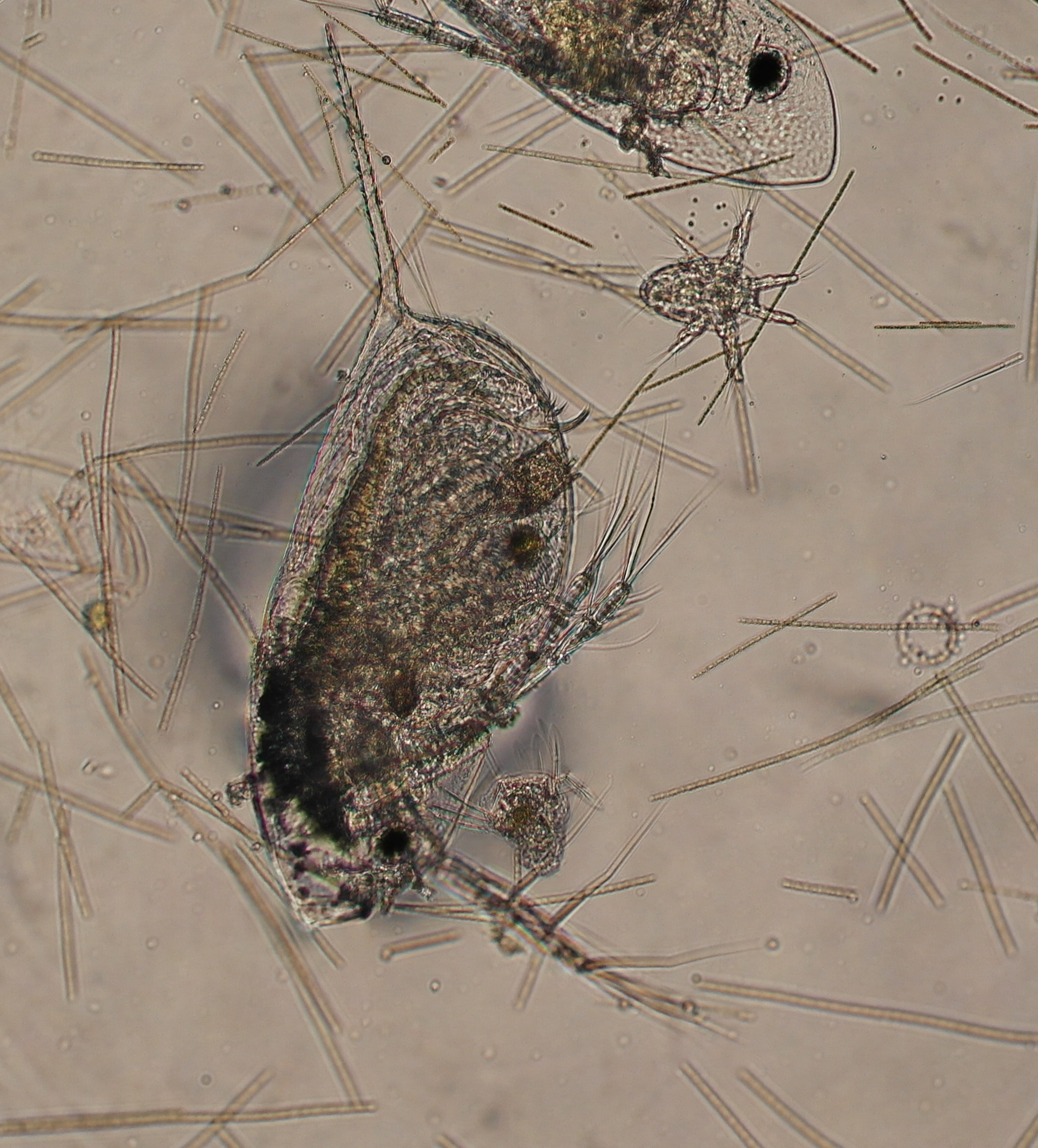
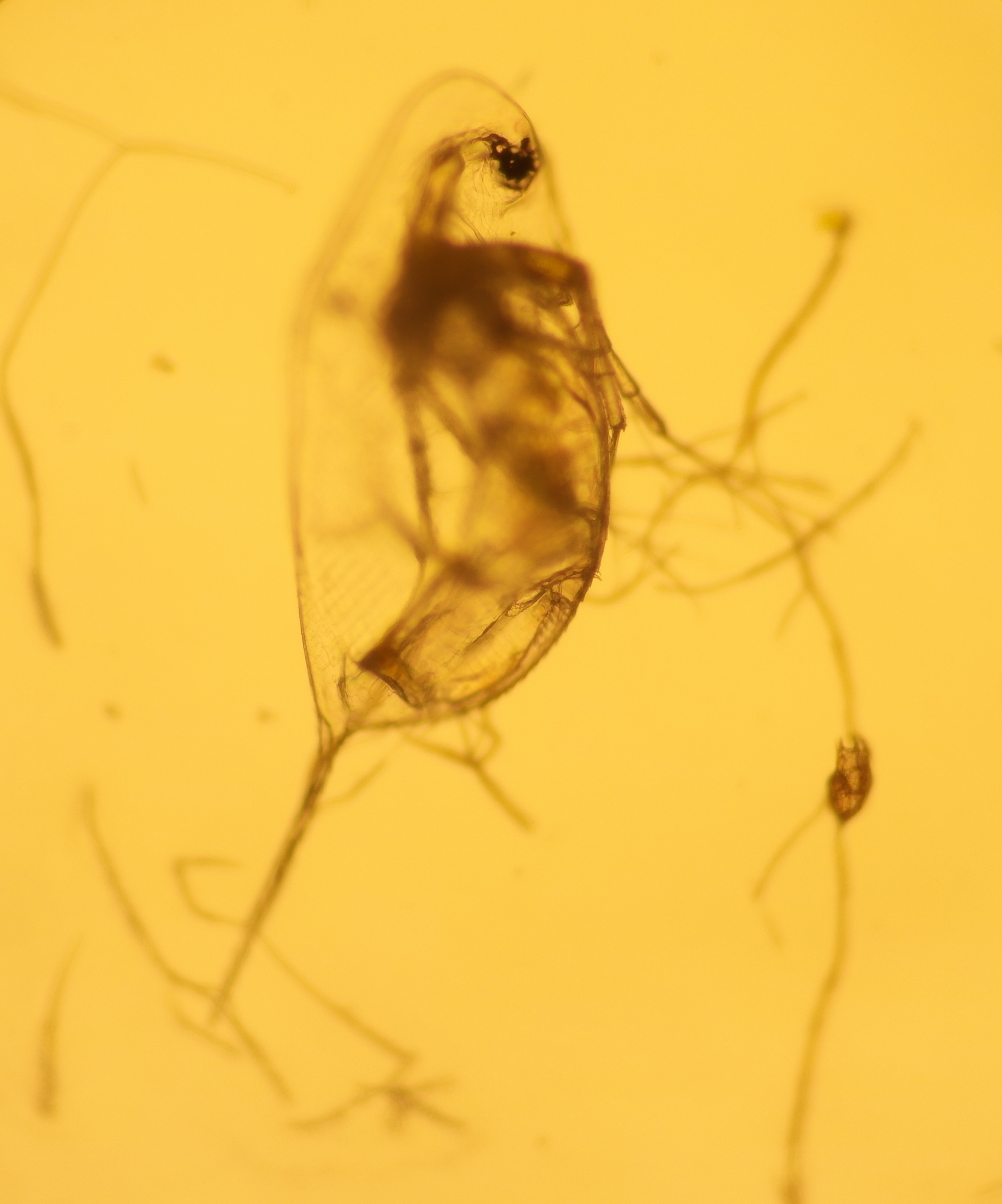